# Going-to-the-Sun Road
Going-to-the-Sun Road est la principale route qui traverse le parc national de Glacier dans le Montana aux États-Unis. La route qui s’enfonce au cœur du parc fut ouverte en 1932. Elle est la seule route qui traverse le parc d’un bout à l’autre. Elle franchit le Continental Divide au niveau du col Logan. Une flotte de bus rouges des années 1930 rénovés en 2001 afin de fonctionner au gaz de pétrole liquéfié permet de faire des excursions à travers le parc. La route, payante, qui est un National Historic Landmark, a une longueur d’environ 80 km. Elle est ouverte de mi-juin à fin septembre, la date exacte variant annuellement selon les conditions météorologiques.

## Limitations
La route à double sens est étroite, sinueuse et soumise à de forts vents en altitude. Dans les portions situées en altitude, la longueur des véhicules est limitée à environ 6,5 mètres. Il est de ce fait interdit de se déplacer au sommet des cols avec des caravanes ou avec des remorques. Des parkings adaptés sont situés de chaque côté du col Logan pour accueillir les caravanes. Avant la construction de la route, il fallait 3 à 4 jours pour visiter le parc. La zone peut maintenant être parcourue en quelques heures. Les limites de vitesse sont de 45 milles par heure (72 km/h) à basse altitude et de 25 milles par heure (40 km/h) dans les secteurs alpins les plus raides et sinueux.

## Toponymie
Alors que la route devait initialement s'appeler Transmountain Highway, il a été décidé qu'un nom plus approprié était nécessaire lors de l'ouverture au public de la route. La route tire son nom des montagnes Going-to-the-Sun. Celles-ci sont visibles du côté oriental du col Logan. Selon une légende amérindienne, les montagnes sont nées après qu’un esprit, qui a appris l’art de la chasse aux Pieds-Noirs, soit retourné vers le soleil en laissant les montagnes derrière lui.

## Conception

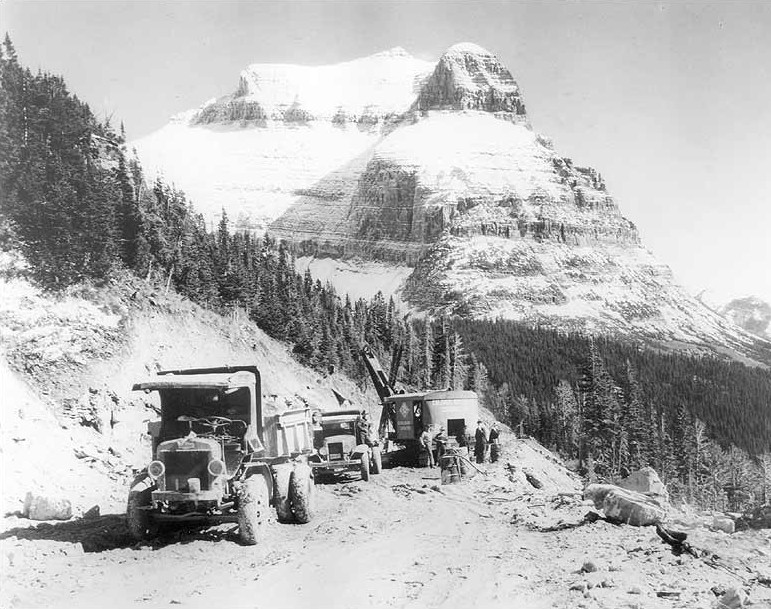
Construction de la route en 1932.

La route est reconnue comme étant un des premiers projets du National Park Service visant à favoriser le tout nouveau tourisme par automobiles. La route fut imaginée par George Goodwin en 1917. Celui-ci devint ingénieur en chef du service des parcs peu après. Les travaux débutèrent en 1921. Le projet fut toutefois modifié en cours de réalisation afin de limiter l’impact visuel de la route. Le directeur du service national des parcs Stephen Mather favorisa la vision de l’architecte Thomas Chalmers Vint. Celui-ci changea le tracé pour limiter les impacts et cela même si les coûts du projet initialement prévu étaient fortement revus à la hausse. Le projet fut totalement terminé en 1933 et coûta environ 2,5 millions de dollars.

## Culture populaire
La route est utilisée comme décor de la scène du début du film Shining lorsque le véhicule de marque Volkswagen de Jack Torrance (Jack Nicholson) approche de l’hôtel Overlook où il doit passer un entretien d’embauche de garde d’hôtel durant la période creuse.
La route est également visible un court instant dans le film Forrest Gump. Lors du passage où Forrest (Tom Hanks) raconte ses voyages à sa femme Jenny gravement malade étendue sur son lit. Il parle d’un lac, très clair avec les montagnes qui se reflètent comme sur un miroir. Il s’agit en fait du lac St. Mary et l’on aperçoit la route à côté.
À proximité de la route, il est possible de visiter facilement le lac McDonald, le St. Mary Lake, le Trail of the Cedars, le Heaven's Peak, les Bird Woman Falls (cascades de la femme-oiseau), le Weeping Wall (le mur en pleurs), le col Logan, le Glacier Jackson et le Rising Sun.

## Entretiens
La route est rénovée tous les ans par le National Park Service (NPS) et l’administration fédérale des routes pour réparer les dégâts des avalanches et des éboulements de roches. Des murs de retenue sont installés, le revêtement de la route est remplacé et les tunnels sont remis à neuf.
La route est une des routes les plus difficiles à déneiger d’Amérique du Nord. Durant l’hiver, la couche de neige peut atteindre 25 m en altitude comme au col Logan. Pour déneiger totalement la route au printemps, il faut environ dix semaines de travail avec des engins permettant d’enlever jusque 4 000 t de neige par heure. Les quelques glissières de sécurité le long de la route peuvent être détruites dans les avalanches durant l’hiver. Dans ces conditions, la route n’est ouverte que de début juin jusqu'à la mi-octobre.

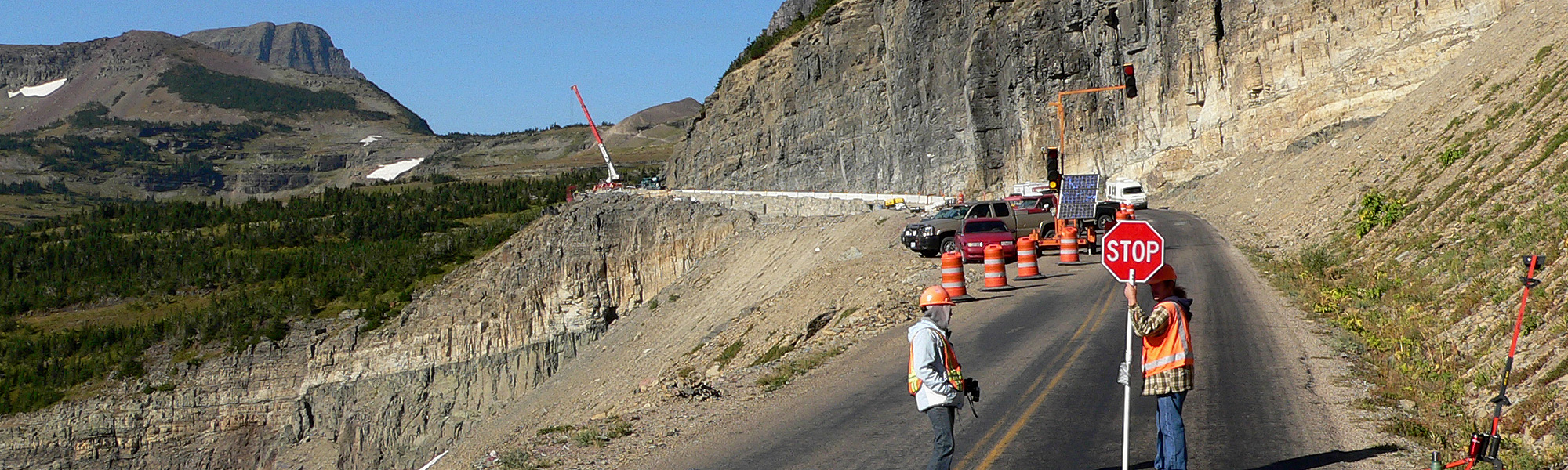
Travaux routiers de maintenance de la Going-to-the-Sun Road non loin du col Logan.
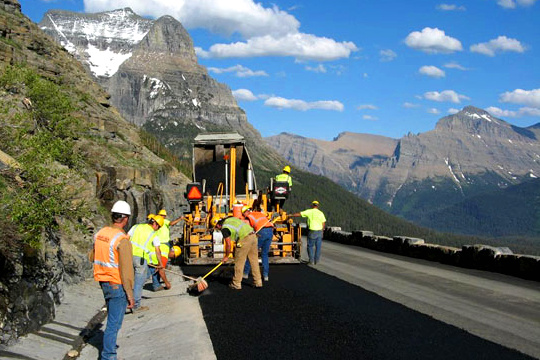
Ouvriers œuvrant sur la Going-to-the-Sun Road.

## Bus

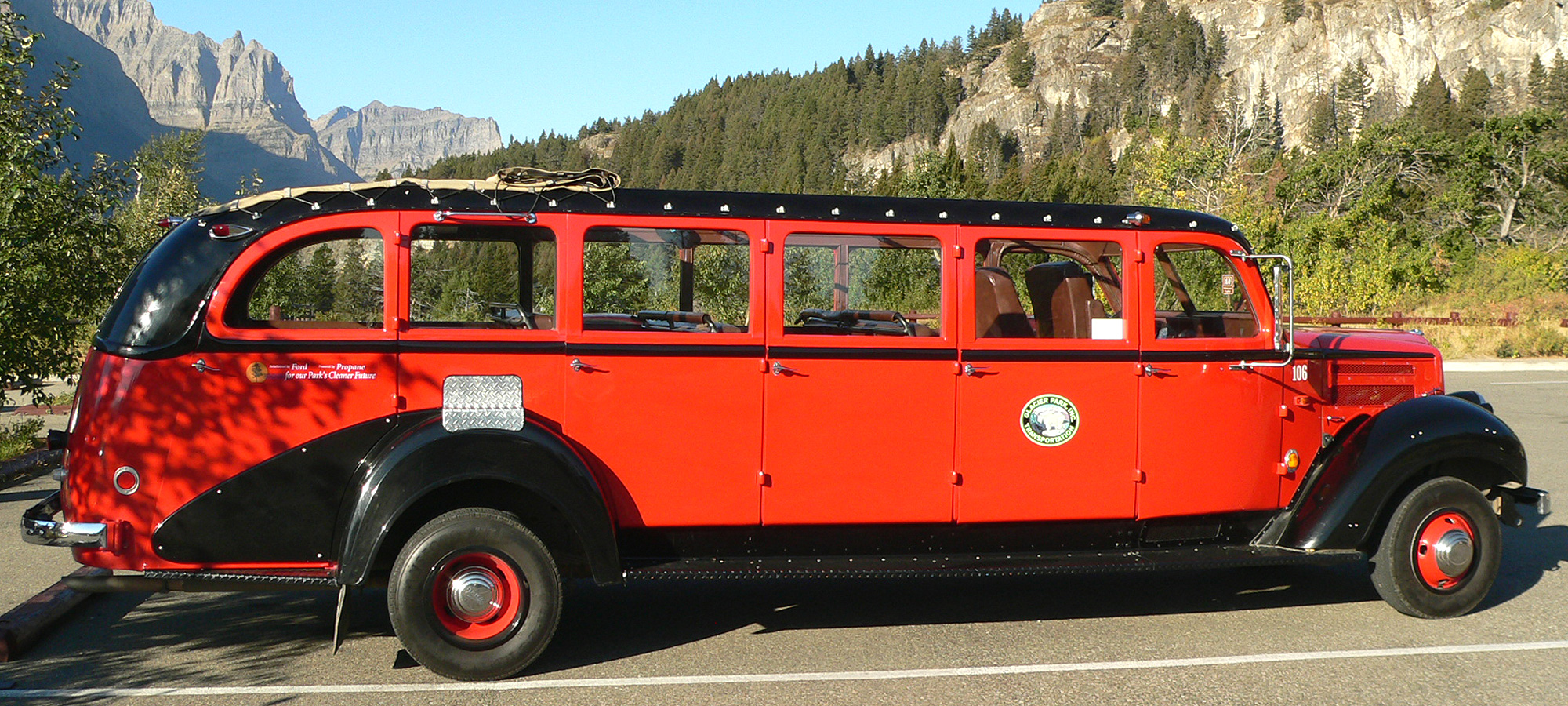
Un bus rénové.

Une flotte de bus rouges des années 1930, modernisés en 2001 et baptisés Red Jammers, ou simplement Reds, perpétue la tradition qui consiste à proposer des visites guidées le long de la route. Les premiers chauffeurs de bus ont été surnommés affectueusement « Gear Jammers » ou simplement « Jammers », car ils devaient enfoncer la boîte de vitesses manuelle à basse vitesse pour négocier en toute sécurité les sections de route les plus escarpées. Trente-trois des autobus d'origine ont été reconstruits avec des moteurs à carburant flexible fonctionnant principalement au propane, mais pouvant utiliser de l'essence, et dotés de boîtes de vitesses automatiques, rendant le nom Jammer archaïque,,. Des navettes de style moderne pour des trajets plus courts et des bus de tournée Blackfeet circulent également sur la route.